# Lánglovagok.hu
A Lánglovagok.hu egy magyar internetes portál.

## Története
Az alkoholizálást támogató állami intézkedések közé tartozik az ittas biciklizés 2014-ben bevezetett legalizációja, amely ellen rengetegen tiltakoztak: civil szervezetek, újságírók, valamint a Lánglovagok Egyesület és a Magyar Kerékpárosklub is. A tiltakozók kiemelték, hogy az ittas kerékpározók nem csak magukra, hanem másokra is életveszélyesek. Az szabályozás emberéleteket is követelt: többek között Rimóc polgármestere, Beszkid Andor is emiatt az intézkedés miatt vesztette életét 2016-ban, ugyanis egy ittas biciklis miatt szenvedett halálos autóbalesetet.

## Célkitűzései
A Lánglovagok.hu tűzoltóportál egy önkéntes és független szerveződés. Létrehozásának és működésének legfontosabb célja a tűzoltóság, a tűzoltók munkájának bemutatása, népszerűsítése az érdeklődőkkel. A Lánglovagok létrehozói, rendszeres és eseti szerzői olyan elhivatott civilek, újságírók, fotóriporterek, önkéntes és hivatásos tűzoltók, akik fontosnak tartják, hogy a tűzoltóság munkája, mindennapos gyakorlata, a tűz elleni védekezés alapelvei minél szélesebb körben váljanak ismertté.

## Munkatársak
A Lánglovagok.hu-t 2001 áprilisában alapította Dallos Tamás tűzoltó,  Kis-Guczi Péter újságíró, Létai János tervező, Kuncz Margit rádiós és Varga Miklós tűzoltó. A szerkesztőséghez 2004-ben csatlakozott Bisztricz Anett, aki az évek során meghatározó alakja lett a portálnak. A Lánglovagok.hu folyamatos frissülése, naprakész tartalma azonban több száz embernek - köztük tűzoltók, újságírók, fotóriporterek - köszönhető, akik az ország minden tájáról küldik az információkat, képeket.

## Tartalom

### Nem csak tűzoltóknak
A Lánglovagok szerzői törekednek a legszakszerűbb információk közlésére, kétirányú igényt kielégítve ezzel: egyrészt a laikus állampolgár igényét a hírekre, melyek az eseményekre és következményeikre, a tűzoltóság reagálására, operatív tevékenységére vonatkoznak. (Ez utóbbiak adott esetben megnyugvással töltik el, arra gondolva, hogy baj esetén, rövid időn belül megérkezik a segítség). Másfelől a tűzoltóság tagjainak igényét próbálja teljesíteni, állampolgárként és főként tűzoltószakmai szemmel tekintve az eseményeket, példákat, esetleg ötleteket merítve a kárfelszámolás mikéntjéből.

### Tűz- és baleseti adatbázis
A portál 2007-ben látványos fejlődésen ment keresztül. Egyedire szabott szerkesztőségi rendszert kapott, melynek révén egyedülálló tűz- és baleseti adatbázis jött létre. A kulcsszavak alapján különféle variációkban listázhatók ki a káresetek, például az összes lakástűz vagy éppen sportkocsik balesetei.

### Etikai kérdések
A nyilvánosságra hozott, olykor halálos kimenetelű baleseteket megörökítő felvételekkel kapcsolatban a Lánglovagok szerkesztőségének az a véleménye, ha már egyes emberek életét nem is lehetett megmenteni, a körülményekből legalább mások okulhassanak, s úgymond sokkolva biztonságosabb vezetésre sarkalja a látvány az autósokat, hogy elkerüljék a hasonló tragédiákat. Más, súlyos - például beszorult sérültes - balesetek mentése vagy tüzek oltásának nyilvánosságra hozásával pedig nem az egyes emberek tudatában tévesen rögzült szenzációhajhászásáról van szó, hanem a tűzoltók áldozatos munkájának, magának a mentés "szépségének" bemutatása.

## Közösség

### Fórum
Az évek során a portál egy komoly közösséget is teremtett, tűzoltókkal és a tűzoltóság iránt érdeklődőkkel. Ők nap mint nap a fórumban tartják a kapcsolatot.

### Egyesület
A Lánglovagok.hu szerkesztői, segítői 2006-ban megalapították a Lánglovagok Egyesületet, melynek fő célja a tűzmegelőzés, balesetmegelőzés, valamint a tűzoltóságok sajtómegjelenésének növelése. Az egyesület üzemelteti a Lánglovagok Hírügynökséget is.

## Külső hivatkozások
- Lánglovagok.hu tűzoltóportál
- Origo interjúja a Lánglovagok.hu főszerkesztőjével